# Porsche Boxster
Porsche Boxster är en sportbil, tillverkad av den tyska biltillverkaren Porsche sedan 1996.

## Porsche 986 Boxster
Det var 1993 som två unga designers, Grant Larson och Stefan Stark, skapade en konceptmodell av Porsche Boxster. Formerna och designen väckte snabbt uppmärksamhet. Till skillnad från svansmotorbilen 911 har Boxster motorn monterad framför bakhjulen. Det gör att vikten koncentreras till mitten av bilen, och samtidigt att bilen är renodlat tvåsitsig eftersom motorn sitter där baksätet skulle vara i en fyrsitsig modell. Designen väckte tidsenliga minnen av Porsche 550 Spyder från 50-talet. När den sattes i produktion kunde man dock inte helt återskapa känslan av retrodetaljer, bland annat de svängda dörrarna. Ett annat problem var luftintagen som på konceptbilen inte gav tillräckligt med kylning till motorn.
Porsche 986 Boxster började tillverkas 1996 och är Porsches billigaste bil på programmet idag och tillverkas på samma band i Stuttgart som Porsche 928 brukade tillverkas på. På grund av stor efterfrågan så produceras Boxster även hos Valmet Automotive i finska Nystad.

### Tekniska data[1]
| 986 Boxster:                                 | Boxster (1996-99)                                                                | Boxster (2000-02)                                                                | Boxster (2003-04)                                                                | Boxster S (2000-02)                                                              | Boxster S (2003-04)                                                              | Boxster S 550 Spyder (2004)                                                      |
| -------------------------------------------- | -------------------------------------------------------------------------------- | -------------------------------------------------------------------------------- | -------------------------------------------------------------------------------- | -------------------------------------------------------------------------------- | -------------------------------------------------------------------------------- | -------------------------------------------------------------------------------- |
| Motor:                                       | 6-cyl boxermotor                                                                 | 6-cyl boxermotor                                                                 | 6-cyl boxermotor                                                                 | 6-cyl boxermotor                                                                 | 6-cyl boxermotor                                                                 | 6-cyl boxermotor                                                                 |
| Cylindervolym:                               | 2480 cm³                                                                         | 2687 cm³                                                                         | 2687 cm³                                                                         | 3179 cm³                                                                         | 3179 cm³                                                                         | 3179 cm³                                                                         |
| Borrning x slaglängd:                        | 85,5 × 72,0 mm                                                                   | 85,5 × 78,0 mm                                                                   | 85,5 × 78,0 mm                                                                   | 93,0 × 78,0 mm                                                                   | 93,0 × 78,0 mm                                                                   | 93,0 × 78,0 mm                                                                   |
| Max effekt vid varvtal:                      | 204 hk vid 6 000 v/min                                                           | 220 hk vid 6 400 v/min                                                           | 228 hk vid 6 300 v/min                                                           | 252 hk vid 6 250 v/min                                                           | 260 hk vid 6 200 v/min                                                           | 266 hk vid 6 200 v/min                                                           |
| Max vridmoment vid varvtal:                  | 245 Nm vid 4 500 v/min                                                           | 260 Nm vid 4750 v/min                                                            | 260 Nm vid 4 700 v/min                                                           | 305 Nm vid 4 500 v/min                                                           | 310 Nm vid 4 600 v/min                                                           | 310 Nm vid 4 600 v/min                                                           |
| Kompression:                                 | 11,0:1                                                                           | 11,0:1                                                                           | 11,0:1                                                                           | 11,0:1                                                                           | 11,0:1                                                                           | 11,0:1                                                                           |
| Ventilstyrning:                              | Dubbla överliggande kamaxlar per cylinderrad, från 2003 med variabla ventiltider | Dubbla överliggande kamaxlar per cylinderrad, från 2003 med variabla ventiltider | Dubbla överliggande kamaxlar per cylinderrad, från 2003 med variabla ventiltider | Dubbla överliggande kamaxlar per cylinderrad, från 2003 med variabla ventiltider | Dubbla överliggande kamaxlar per cylinderrad, från 2003 med variabla ventiltider | Dubbla överliggande kamaxlar per cylinderrad, från 2003 med variabla ventiltider |
| Kylning:                                     | Vätskekylning                                                                    | Vätskekylning                                                                    | Vätskekylning                                                                    | Vätskekylning                                                                    | Vätskekylning                                                                    | Vätskekylning                                                                    |
| Kraftöverföring:                             | 5-växlad växellåda, bakhjulsdrift Tillval: 5-stegs automatlåda (Tiptronic S)     | 5-växlad växellåda, bakhjulsdrift Tillval: 5-stegs automatlåda (Tiptronic S)     | 5-växlad växellåda, bakhjulsdrift Tillval: 5-stegs automatlåda (Tiptronic S)     | 6-växlad växellåda, bakhjulsdrift Tillval: 5-stegs automatlåda (Tiptronic S)     | 6-växlad växellåda, bakhjulsdrift Tillval: 5-stegs automatlåda (Tiptronic S)     | 6-växlad växellåda, bakhjulsdrift Tillval: 5-stegs automatlåda (Tiptronic S)     |
| Bromsar:                                     | Ventilerade skivbromsar, ABS                                                     | Ventilerade skivbromsar, ABS                                                     | Ventilerade skivbromsar, ABS                                                     | Ventilerade skivbromsar, ABS                                                     | Ventilerade skivbromsar, ABS                                                     | Ventilerade skivbromsar, ABS                                                     |
| Hjulupphängning fram:                        | Undre tvärlänkar, McPhersonben, skruvfjädrar, krängningshämmare                  | Undre tvärlänkar, McPhersonben, skruvfjädrar, krängningshämmare                  | Undre tvärlänkar, McPhersonben, skruvfjädrar, krängningshämmare                  | Undre tvärlänkar, McPhersonben, skruvfjädrar, krängningshämmare                  | Undre tvärlänkar, McPhersonben, skruvfjädrar, krängningshämmare                  | Undre tvärlänkar, McPhersonben, skruvfjädrar, krängningshämmare                  |
| Hjulupphängning bak:                         | Multilänkaxel, skruvfjädrar, krängningshämmare                                   | Multilänkaxel, skruvfjädrar, krängningshämmare                                   | Multilänkaxel, skruvfjädrar, krängningshämmare                                   | Multilänkaxel, skruvfjädrar, krängningshämmare                                   | Multilänkaxel, skruvfjädrar, krängningshämmare                                   | Multilänkaxel, skruvfjädrar, krängningshämmare                                   |
| Kaross:                                      | Självbärande stålkaross med hastighetsberoende bakspoiler                        | Självbärande stålkaross med hastighetsberoende bakspoiler                        | Självbärande stålkaross med hastighetsberoende bakspoiler                        | Självbärande stålkaross med hastighetsberoende bakspoiler                        | Självbärande stålkaross med hastighetsberoende bakspoiler                        | Självbärande stålkaross med hastighetsberoende bakspoiler                        |
| Spårvidd fram/bak:                           | 1465/1528 mm                                                                     | 1465/1528 mm                                                                     | 1465/1528 mm                                                                     | 1455/1508 mm                                                                     | 1455/1514 mm                                                                     | 1455/1514 mm                                                                     |
| Hjulbas:                                     | 2415 mm                                                                          | 2415 mm                                                                          | 2415 mm                                                                          | 2415 mm                                                                          | 2415 mm                                                                          | 2415 mm                                                                          |
| Fälgar, däck:                                | Fram: 6Jx16 med 205/55 ZR16 Bak: 7Jx16 med 225/50 ZR16                           | Fram: 6Jx16 med 205/55 ZR16 Bak: 7Jx16 med 225/50 ZR16                           | Fram: 6Jx16 med 205/55 ZR16 Bak: 7Jx16 med 225/50 ZR16                           | Fram: 7Jx17 med 205/50 ZR17 Bak: 8,5Jx17 med 255/40 ZR17                         | Fram: 7Jx17 med 205/50 ZR17 Bak: 8,5Jx17 med 255/40 ZR17                         | Fram: 7Jx17 med 205/50 ZR17 Bak: 8,5Jx17 med 255/40 ZR17                         |
| Längd x bredd x höjd:                        | 4329 x 1801 x 1295 mm                                                            | 4329 x 1801 x 1295 mm                                                            | 4329 x 1801 x 1295 mm                                                            | 4329 x 1801 x 1295 mm                                                            | 4329 x 1801 x 1295 mm                                                            | 4329 x 1801 x 1295 mm                                                            |
| Tomvikt:                                     | 1250 kg                                                                          | 1260 kg                                                                          | 1275 kg                                                                          | 1295 kg                                                                          | 1320 kg                                                                          | 1320 kg                                                                          |
| Topphastighet:                               | 240 km/h                                                                         | 250 km/h                                                                         | 253 km/h                                                                         | 260 km/h                                                                         | 264 km/h                                                                         | 266 km/h                                                                         |
| Acceleration 0 – 100 km/h (med Tiptronic S): | 6,9 (7,6) s                                                                      | 6,6 (7,4) s                                                                      | 6,4 (7,3) s                                                                      | 5,9 (6,5) s                                                                      | 5,7 (6,4) s                                                                      | 5,7 (6,4) s                                                                      |
| Bränsleförbrukning per 100 km:               | 9,7                                                                              | 9,9                                                                              | 9,7                                                                              | 10,7                                                                             | 10,5                                                                             |                                                                                  |

## Porsche 987 Boxster
Hösten 2004 presenterades den andra generationen, Porsche 987 Boxster. Idag är Porsche Boxster den bil från Porsche som säljer i störst volym.
I början av 2009 uppdaterades Boxster med bland annat större motorer och belysning med LED-teknik. S-versionens motor fick direktinsprutning och den gamla automatlådan Tiptronic ersattes av den sjuväxlade dubbelkopplingslådan PDK. I början av 2010 introducerades toppversionen Boxster Spyder.

### Tekniska data[1]
| 987 Boxster:                   | Boxster (2005-06)                                                                                | Boxster (2007-08)                                                                                | Boxster (2009-12)                                                                      | Boxster S (2005-06)                                                          | Boxster S (2007-08)                                                          | Boxster S (2009-12)                                                                    | Boxster Spyder (2010-12)                                                               |
| ------------------------------ | ------------------------------------------------------------------------------------------------ | ------------------------------------------------------------------------------------------------ | -------------------------------------------------------------------------------------- | ---------------------------------------------------------------------------- | ---------------------------------------------------------------------------- | -------------------------------------------------------------------------------------- | -------------------------------------------------------------------------------------- |
| Motor:                         | 6-cyl boxermotor                                                                                 | 6-cyl boxermotor                                                                                 | 6-cyl boxermotor                                                                       | 6-cyl boxermotor                                                             | 6-cyl boxermotor                                                             | 6-cyl boxermotor                                                                       | 6-cyl boxermotor                                                                       |
| Cylindervolym:                 | 2687 cm³                                                                                         | 2687 cm³                                                                                         | 2893 cm³                                                                               | 3179 cm³                                                                     | 3387 cm³                                                                     | 3436 cm³                                                                               | 3436 cm³                                                                               |
| Borrning x slaglängd:          | 85,5 x 78,0 mm                                                                                   | 85,5 x 78,0 mm                                                                                   | 89,0 x 77,5 mm                                                                         | 93,0 x 78,0 mm                                                               | 96,0 x 78,0 mm                                                               | 97,0 x 77,5 mm                                                                         | 97,0 x 77,5 mm                                                                         |
| Max effekt vid varvtal:        | 240 hk vid 6 400 v/min                                                                           | 245 hk vid 6 500 v/min                                                                           | 255 hk vid 6 400 v/min                                                                 | 280 hk vid 6 200 v/min                                                       | 295 hk vid 6 250 v/min                                                       | 310 hk vid 6 400 v/min                                                                 | 320 hk vid 7 200 v/min                                                                 |
| Max vridmoment vid varvtal:    | 270 Nm vid 4 700 v/min                                                                           | 273 Nm vid 4600–6000 v/min                                                                       | 290 Nm vid 4400–6000 v/min                                                             | 320 Nm vid 4 700 v/min                                                       | 340 Nm vid 4400–6000 v/min                                                   | 360 Nm vid 4400–5500 v/min                                                             | 370 Nm vid 4 750 v/min                                                                 |
| Kompression:                   | 11,0 : 1                                                                                         | 11,3 : 1                                                                                         | 11,5 : 1                                                                               | 11,0 : 1                                                                     | 11,1 : 1                                                                     | 12,5 : 1                                                                               | 12,5 : 1                                                                               |
| Ventilstyrning:                | Dubbla överliggande kamaxlar per cylinderrad, variabla ventiltider                               | Dubbla överliggande kamaxlar per cylinderrad, variabla ventiltider                               | Dubbla överliggande kamaxlar per cylinderrad, variabla ventiltider                     | Dubbla överliggande kamaxlar per cylinderrad, variabla ventiltider           | Dubbla överliggande kamaxlar per cylinderrad, variabla ventiltider           | Dubbla överliggande kamaxlar per cylinderrad, variabla ventiltider                     | Dubbla överliggande kamaxlar per cylinderrad, variabla ventiltider                     |
| Kylning:                       | Vätskekylning                                                                                    | Vätskekylning                                                                                    | Vätskekylning                                                                          | Vätskekylning                                                                | Vätskekylning                                                                | Vätskekylning                                                                          | Vätskekylning                                                                          |
| Kraftöverföring:               | 5-växlad växellåda, bakhjulsdrift Tillval: 6-växlad växellåda, 5-stegs automatlåda (Tiptronic S) | 5-växlad växellåda, bakhjulsdrift Tillval: 6-växlad växellåda, 5-stegs automatlåda (Tiptronic S) | 6-växlad växellåda, bakhjulsdrift Tillval: 7-växlad växellåda med dubbelkoppling (PDK) | 6-växlad växellåda, bakhjulsdrift Tillval: 5-stegs automatlåda (Tiptronic S) | 6-växlad växellåda, bakhjulsdrift Tillval: 5-stegs automatlåda (Tiptronic S) | 6-växlad växellåda, bakhjulsdrift Tillval: 7-växlad växellåda med dubbelkoppling (PDK) | 6-växlad växellåda, bakhjulsdrift Tillval: 7-växlad växellåda med dubbelkoppling (PDK) |
| Bromsar:                       | Ventilerade skivbromsar, ABS                                                                     | Ventilerade skivbromsar, ABS                                                                     | Ventilerade skivbromsar, ABS                                                           | Ventilerade skivbromsar, ABS                                                 | Ventilerade skivbromsar, ABS                                                 | Ventilerade skivbromsar, ABS                                                           | Ventilerade skivbromsar, ABS                                                           |
| Hjulupphängning fram:          | Undre tvärlänkar, McPhersonben, skruvfjädrar, krängningshämmare                                  | Undre tvärlänkar, McPhersonben, skruvfjädrar, krängningshämmare                                  | Undre tvärlänkar, McPhersonben, skruvfjädrar, krängningshämmare                        | Undre tvärlänkar, McPhersonben, skruvfjädrar, krängningshämmare              | Undre tvärlänkar, McPhersonben, skruvfjädrar, krängningshämmare              | Undre tvärlänkar, McPhersonben, skruvfjädrar, krängningshämmare                        | Undre tvärlänkar, McPhersonben, skruvfjädrar, krängningshämmare                        |
| Hjulupphängning bak:           | Multilänkaxel, skruvfjädrar, krängningshämmare                                                   | Multilänkaxel, skruvfjädrar, krängningshämmare                                                   | Multilänkaxel, skruvfjädrar, krängningshämmare                                         | Multilänkaxel, skruvfjädrar, krängningshämmare                               | Multilänkaxel, skruvfjädrar, krängningshämmare                               | Multilänkaxel, skruvfjädrar, krängningshämmare                                         | Multilänkaxel, skruvfjädrar, krängningshämmare                                         |
| Kaross:                        | Självbärande stålkaross med hastighetsberoende bakspoiler                                        | Självbärande stålkaross med hastighetsberoende bakspoiler                                        | Självbärande stålkaross med hastighetsberoende bakspoiler                              | Självbärande stålkaross med hastighetsberoende bakspoiler                    | Självbärande stålkaross med hastighetsberoende bakspoiler                    | Självbärande stålkaross med hastighetsberoende bakspoiler                              | Självbärande stålkaross med hastighetsberoende bakspoiler                              |
| Hjulbas:                       | 2415 mm                                                                                          | 2415 mm                                                                                          | 2415 mm                                                                                | 2415 mm                                                                      | 2415 mm                                                                      | 2415 mm                                                                                | 2415 mm                                                                                |
| Fälgar, däck:                  | Fram: 6,5Jx17 med 205/55 ZR17 Bak: 8Jx17 med 235/50 ZR17                                         | Fram: 6,5Jx17 med 205/55 ZR17 Bak: 8Jx17 med 235/50 ZR17                                         | Fram: 7Jx17 med 205/55 ZR17 Bak: 8,5Jx17 med 235/50 ZR17                               | 8Jx18 med 235/40 ZR18 Bak: 9Jx18 med 265/40 ZR18                             | 8Jx18 med 235/40 ZR18 Bak: 9Jx18 med 265/40 ZR18                             | Fram: 8Jx18 med 235/40 ZR18 Bak: 9Jx18 med 265/40 ZR18                                 | Fram: 8,5Jx19 med 235/35 ZR19 Bak: 10Jx19 med 265/35 ZR19                              |
| Längd x bredd x höjd:          | 4329 x 1801 x 1292 mm                                                                            | 4329 x 1801 x 1292 mm                                                                            | 4329 x 1801 x 1292 mm                                                                  | 4329 x 1801 x 1292 mm                                                        | 4329 x 1801 x 1292 mm                                                        | 4329 x 1801 x 1292 mm                                                                  | 4329 x 1801 x 1292 mm                                                                  |
| Topphastighet:                 | 256 km/h                                                                                         | 258 (251) km/h                                                                                   | 263 (261) km/h                                                                         | 268 km/h                                                                     | 272 (264) km/h                                                               | 274 (272) km/h                                                                         | 267 (265) km/h                                                                         |
| Acceleration 0 – 100 km/h:     | 6,2 s                                                                                            | 6,1 (7,0) s                                                                                      | 5,9 (5,8) s                                                                            | 5,5 s                                                                        | 5,4 (6,1) s                                                                  | 5,3 (5,2) s                                                                            | 5,1 (5,0) s                                                                            |
| Bränsleförbrukning per 100 km: | 9,6 l                                                                                            | 9,3 (10,1) l                                                                                     | 9,4 (9,1) l                                                                            | 10,4 l                                                                       | 10,6 (11,0) l                                                                | 9,8 (9,4) l                                                                            | 9,7 (9,3) l                                                                            |
| CO2-utsläpp:                   | 229 g/km                                                                                         | 222 (242) g/km                                                                                   | 221 (214) g/km                                                                         | 248 g/km                                                                     | 254 (262) g/km                                                               | 230 (221) g/km                                                                         | 228 (218) g/km                                                                         |

## Porsche 981 Boxster
På Internationella bilsalongen i Genève i mars 2012 introducerade Porsche den tredje generationen Boxster med ny och större kaross. Liksom tidigare finns den i två versioner: Boxster, med 2,7-litersmotor på 265 hk och Boxster S, med 3,4-litersmotor på 315 hk.

### Tekniska data
| Porsche 981:                   | Boxster                                                                                | Boxster S                                                                              | Boxster GTS                                                                            | Boxster Spyder                                                     |  |
| ------------------------------ | -------------------------------------------------------------------------------------- | -------------------------------------------------------------------------------------- | -------------------------------------------------------------------------------------- | ------------------------------------------------------------------ |  |
| Motor:                         | 6-cyl boxermotor                                                                       | 6-cyl boxermotor                                                                       | 6-cyl boxermotor                                                                       | 6-cyl boxermotor                                                   |  |
| Cylindervolym:                 | 2706 cm³                                                                               | 3436 cm³                                                                               | 3436 cm³                                                                               | 3800 cm³                                                           |  |
| Max effekt vid varvtal:        | 265 hk vid 6 700 v/min                                                                 | 315 hk vid 6 700 v/min                                                                 | 330 hk vid 6 700 v/min                                                                 | 375 hk vid 6 700 rpm                                               |  |
| Max vridmoment vid varvtal:    | 280 Nm vid 4 500 v/min                                                                 | 360 Nm vid 4 500 v/min                                                                 | 370 Nm vid 4 500 v/min                                                                 | 420 Nm vid 4750-6000 rpm                                           |  |
| Kompression:                   | 12,5 : 1                                                                               | 12,5 : 1                                                                               | 12,5 : 1                                                                               | 12,5 : 1                                                           |  |
| Ventilstyrning:                | Dubbla överliggande kamaxlar per cylinderrad, variabla ventiltider                     | Dubbla överliggande kamaxlar per cylinderrad, variabla ventiltider                     | Dubbla överliggande kamaxlar per cylinderrad, variabla ventiltider                     | Dubbla överliggande kamaxlar per cylinderrad, variabla ventiltider |  |
| Kylning:                       | Vätskekylning                                                                          | Vätskekylning                                                                          | Vätskekylning                                                                          | Vätskekylning                                                      |  |
| Kraftöverföring:               | 6-växlad växellåda, bakhjulsdrift Tillval: 7-växlad växellåda med dubbelkoppling (PDK) | 6-växlad växellåda, bakhjulsdrift Tillval: 7-växlad växellåda med dubbelkoppling (PDK) | 6-växlad växellåda, bakhjulsdrift Tillval: 7-växlad växellåda med dubbelkoppling (PDK) | 6-växlad växellåda, bakhjulsdrift                                  |  |
| Bromsar:                       | Ventilerade skivbromsar, ABS                                                           | Ventilerade skivbromsar, ABS                                                           | Ventilerade skivbromsar, ABS                                                           | Ventilerade skivbromsar, ABS                                       |  |
| Hjulupphängning fram & bak:    | Undre tvärlänkar, McPhersonben, skruvfjädrar, krängningshämmare                        | Undre tvärlänkar, McPhersonben, skruvfjädrar, krängningshämmare                        | Undre tvärlänkar, McPhersonben, skruvfjädrar, krängningshämmare                        | Undre tvärlänkar, McPhersonben, skruvfjädrar, krängningshämmare    |  |
| Kaross:                        | Självbärande kaross med hastighetsberoende bakspoiler                                  | Självbärande kaross med hastighetsberoende bakspoiler                                  | Självbärande kaross med hastighetsberoende bakspoiler                                  | Självbärande kaross med hastighetsberoende bakspoiler              |  |
| Hjulbas:                       | 2475 mm                                                                                | 2475 mm                                                                                | 2475 mm                                                                                | 2475 mm                                                            |  |
| Längd x bredd x höjd:          | 4374 x 1801 x 1282 mm                                                                  | 4374 x 1801 x 1281 mm                                                                  | 4404 x 1801 x 1273 mm                                                                  | 4414 x 1801 x 1262 mm                                              |  |
| Tomvikt:                       | 1385 kg                                                                                | 1395 kg                                                                                | 1400 kg                                                                                | 1315 kg                                                            |  |
| Topphastighet:                 | 264 km/h/262 km/h                                                                      | 279 km/h/277 km/h                                                                      | 281 km/h/279 km/h                                                                      | 290 km/h                                                           |  |
| Acceleration 0 – 100 km/h:     | 5,8 s/5,7 s                                                                            | 5,1 s/5,0 s                                                                            | 5,0 s/4,9 s                                                                            | 4,5 s                                                              |  |
| Bränsleförbrukning per 100 km: | 8,2 l/7,7 l                                                                            | 8,8 l/8,0 l                                                                            | 8,8 l/8,0 l                                                                            | 9,9 l                                                              |  |

## Porsche 718 Boxster
På Genèvesalongen i mars 2016 presenterades en uppdaterad bil, kallad Porsche 718 Boxster efter sportvagnen Porsche 718. Den stora förändringen gentemot tidigare generationer är att bilen fått en fyrcylindrig boxermotor med turbo.

### Tekniska data
| Porsche 718                    | 718 Boxster                                                                            | 718 Boxster T                                                                          | 718 Boxster S                                                                          | 718 Boxster GTS                                                                        | 718 Boxster GTS 4.0                                                                    | 718 Spyder                                                                             |
| ------------------------------ | -------------------------------------------------------------------------------------- | -------------------------------------------------------------------------------------- | -------------------------------------------------------------------------------------- | -------------------------------------------------------------------------------------- | -------------------------------------------------------------------------------------- | -------------------------------------------------------------------------------------- |
| Motor:                         | 4-cyl boxermotor med turbo                                                             | 4-cyl boxermotor med turbo                                                             | 4-cyl boxermotor med turbo                                                             | 4-cyl boxermotor med turbo                                                             | 6-cyl boxermotor                                                                       | 6-cyl boxermotor                                                                       |
| Cylindervolym:                 | 1988 cm³                                                                               | 1988 cm³                                                                               | 2497 cm³                                                                               | 2497 cm³                                                                               | 3995 cm³                                                                               | 3995 cm³                                                                               |
| Max effekt vid varvtal:        | 300 hk vid 6 500 v/min                                                                 | 300 hk vid 6 500 v/min                                                                 | 350 hk vid 6 500 v/min                                                                 | 365 hk vid 6 500 v/min                                                                 | 400 hk vid 7 000 v/min                                                                 | 420 hk vid 7 600 v/min                                                                 |
| Max vridmoment vid varvtal:    | 380 Nm vid 1 950 v/min                                                                 | 380 Nm vid 1 950 v/min                                                                 | 420 Nm vid 1 900 v/min                                                                 | 430 Nm vid 1 900 v/min                                                                 | 420 Nm vid 5 000 v/min                                                                 | 420 Nm vid 5 000 v/min                                                                 |
| Kompression:                   | 9,5 : 1                                                                                | 9,5 : 1                                                                                | 9,5 : 1                                                                                | 9,5 : 1                                                                                | 12,5:1                                                                                 | 12,5:1                                                                                 |
| Ventilstyrning:                | Dubbla överliggande kamaxlar per cylinderrad, variabla ventiltider                     | Dubbla överliggande kamaxlar per cylinderrad, variabla ventiltider                     | Dubbla överliggande kamaxlar per cylinderrad, variabla ventiltider                     | Dubbla överliggande kamaxlar per cylinderrad, variabla ventiltider                     | Dubbla överliggande kamaxlar per cylinderrad, variabla ventiltider                     | Dubbla överliggande kamaxlar per cylinderrad, variabla ventiltider                     |
| Kylning:                       | Vätskekylning                                                                          | Vätskekylning                                                                          | Vätskekylning                                                                          | Vätskekylning                                                                          | Vätskekylning                                                                          | Vätskekylning                                                                          |
| Kraftöverföring:               | 6-växlad växellåda, bakhjulsdrift Tillval: 7-växlad växellåda med dubbelkoppling (PDK) | 6-växlad växellåda, bakhjulsdrift Tillval: 7-växlad växellåda med dubbelkoppling (PDK) | 6-växlad växellåda, bakhjulsdrift Tillval: 7-växlad växellåda med dubbelkoppling (PDK) | 6-växlad växellåda, bakhjulsdrift Tillval: 7-växlad växellåda med dubbelkoppling (PDK) | 6-växlad växellåda, bakhjulsdrift Tillval: 7-växlad växellåda med dubbelkoppling (PDK) | 6-växlad växellåda, bakhjulsdrift Tillval: 7-växlad växellåda med dubbelkoppling (PDK) |
| Bromsar:                       | Ventilerade skivbromsar, ABS                                                           | Ventilerade skivbromsar, ABS                                                           | Ventilerade skivbromsar, ABS                                                           | Ventilerade skivbromsar, ABS                                                           | Ventilerade skivbromsar, ABS                                                           | Ventilerade skivbromsar, ABS                                                           |
| Hjulupphängning fram & bak:    | Undre tvärlänkar, McPhersonben, skruvfjädrar, krängningshämmare                        | Undre tvärlänkar, McPhersonben, skruvfjädrar, krängningshämmare                        | Undre tvärlänkar, McPhersonben, skruvfjädrar, krängningshämmare                        | Undre tvärlänkar, McPhersonben, skruvfjädrar, krängningshämmare                        | Undre tvärlänkar, McPhersonben, skruvfjädrar, krängningshämmare                        | Undre tvärlänkar, McPhersonben, skruvfjädrar, krängningshämmare                        |
| Kaross:                        | Självbärande kaross med hastighetsberoende bakspoiler                                  | Självbärande kaross med hastighetsberoende bakspoiler                                  | Självbärande kaross med hastighetsberoende bakspoiler                                  | Självbärande kaross med hastighetsberoende bakspoiler                                  | Självbärande kaross med hastighetsberoende bakspoiler                                  | Självbärande kaross med hastighetsberoende bakspoiler                                  |
| Hjulbas:                       | 2475 mm                                                                                | 2475 mm                                                                                | 2475 mm                                                                                | 2475 mm                                                                                | 2475 mm                                                                                | 2484 mm                                                                                |
| Längd x bredd x höjd:          | 4379 x 1801 x 1281 mm                                                                  | 4379 x 1801 x 1262 mm                                                                  | 4379 x 1801 x 1280 mm                                                                  | 4379 x 1801 x 1272 mm                                                                  | 4405 x 1801 x 1276 mm                                                                  | 4430 x 1801 x 1258 mm                                                                  |
| Fälgar, däck:                  | Fram: 8Jx18 med 235/45 ZR18 Bak: 9,5Jx18 med 265/45 ZR18                               | Fram: 8Jx20 med 235/35 ZR20 Bak: 10Jx20 med 265/35 ZR20                                | Fram: 8Jx19 med 235/40 ZR19 Bak: 10Jx19 med 265/40 ZR19                                | Fram: 8Jx20 med 235/35 ZR20 Bak: 10Jx20 med 265/35 ZR20                                | Fram: 8,5Jx20 med 235/35 ZR20 Bak: 10,5Jx20 med 265/35 ZR20                            | Fram: 8,5Jx20 med 245/35 ZR20 Bak: 11Jx20 med 295/30 ZR20                              |
| Tomvikt:                       | 1410 kg                                                                                | 1425 kg                                                                                | 1430 kg                                                                                | 1450 kg                                                                                | 1480 kg                                                                                | 1495 kg                                                                                |
| Topphastighet:                 | 275 km/h                                                                               | 275 km/h                                                                               | 285 km/h                                                                               | 290 km/h                                                                               | 293 km/h                                                                               | 304 km/h                                                                               |
| Acceleration 0 – 100 km/h:     | 5,1 s/4,7 s                                                                            | 5,1 s/4,9 s                                                                            | 4,6 s/4,4s                                                                             | 4,6 s/4,3 s                                                                            | 4,5 s/4,0 s                                                                            | 4,4 s/3,9 s                                                                            |
| Bränsleförbrukning per 100 km: | 8,1 l/7,9 l                                                                            | 8,1 l/7,9 l                                                                            | 9,2 l/8,5 l                                                                            | 9,2 l/8,5 l                                                                            | 10,8 l/9,6 l                                                                           | 10,9 l/10,2 l                                                                          |

## Bilder

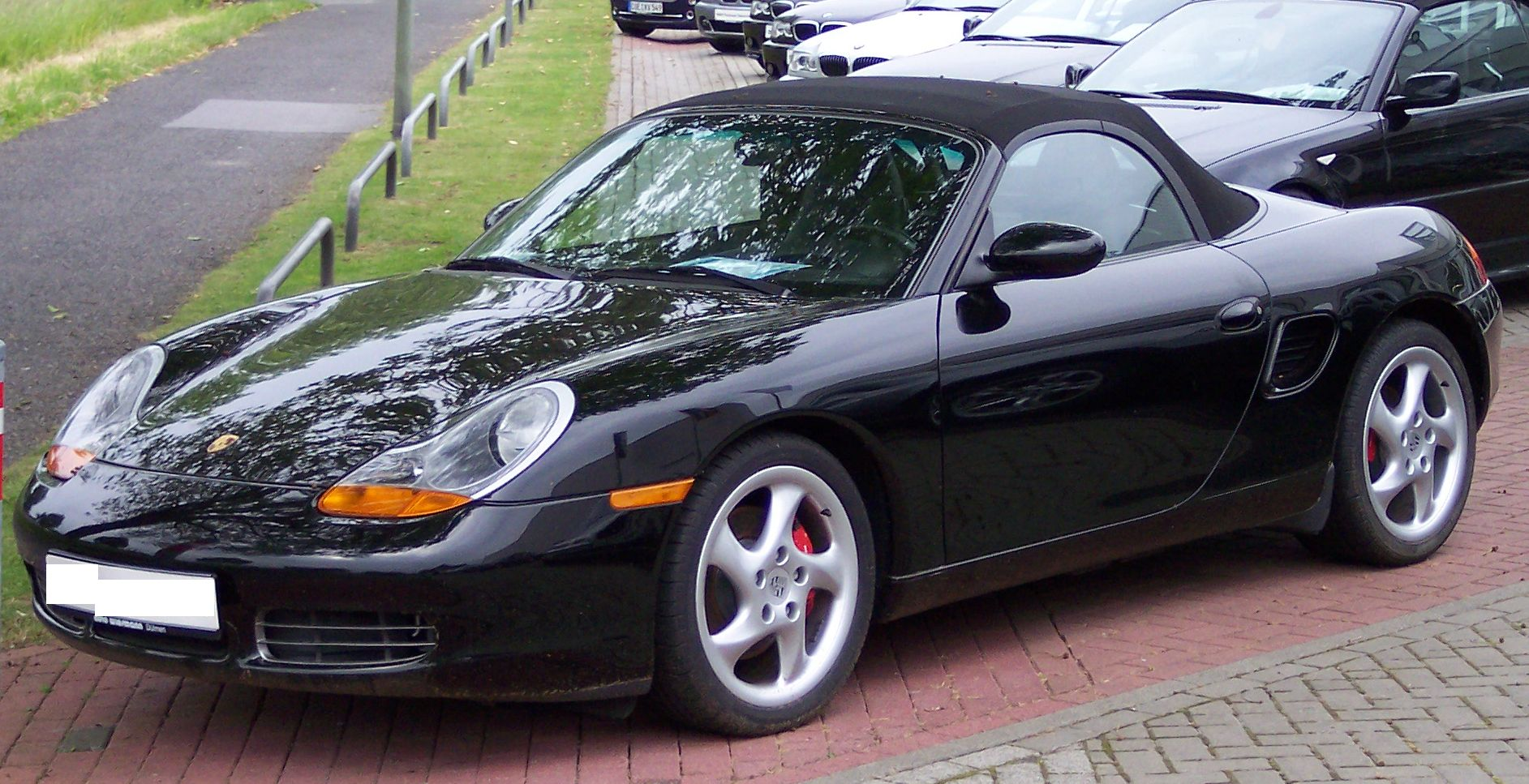
Porsche 986 Boxster S
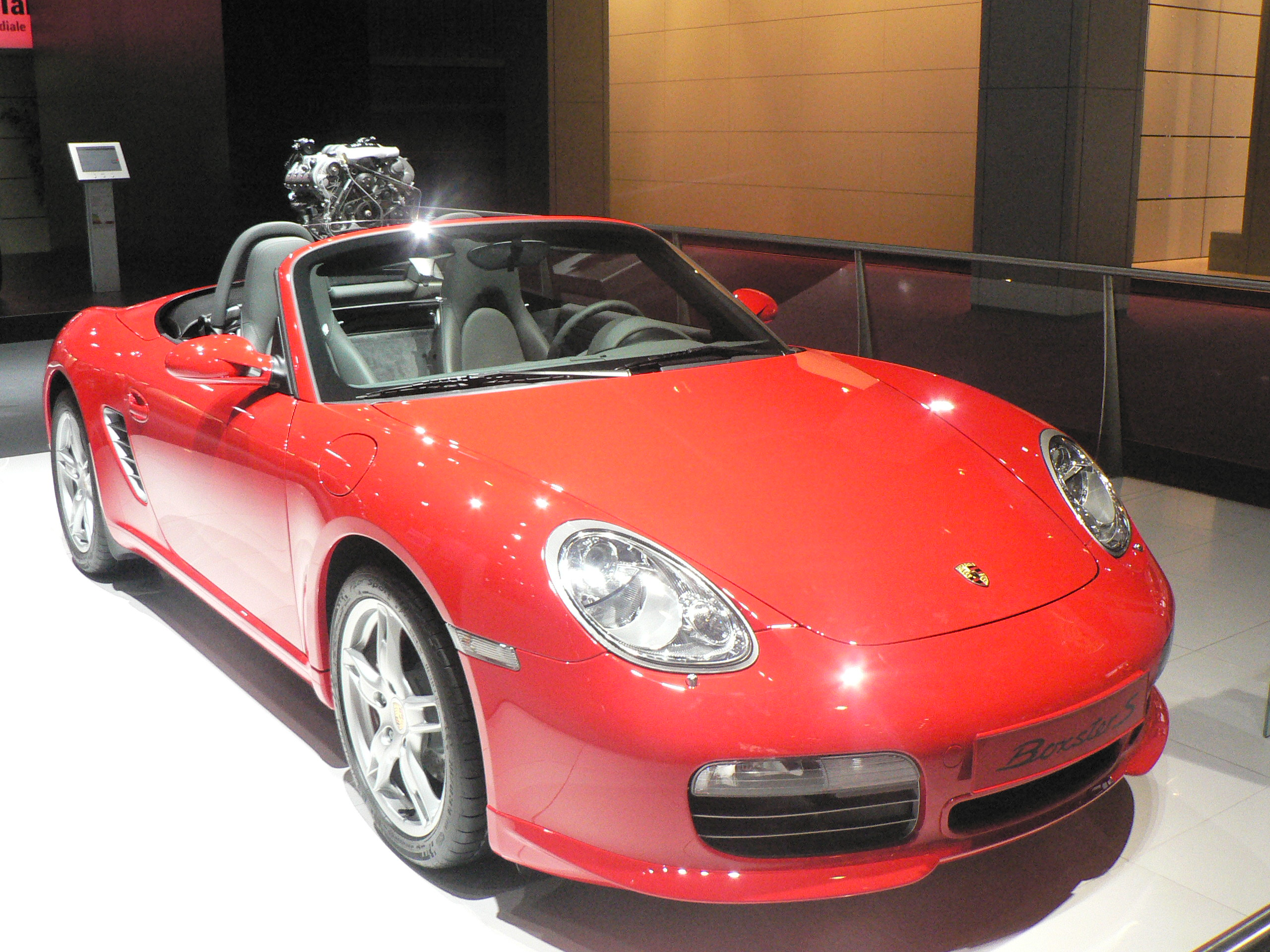
Porsche 987 Boxster S
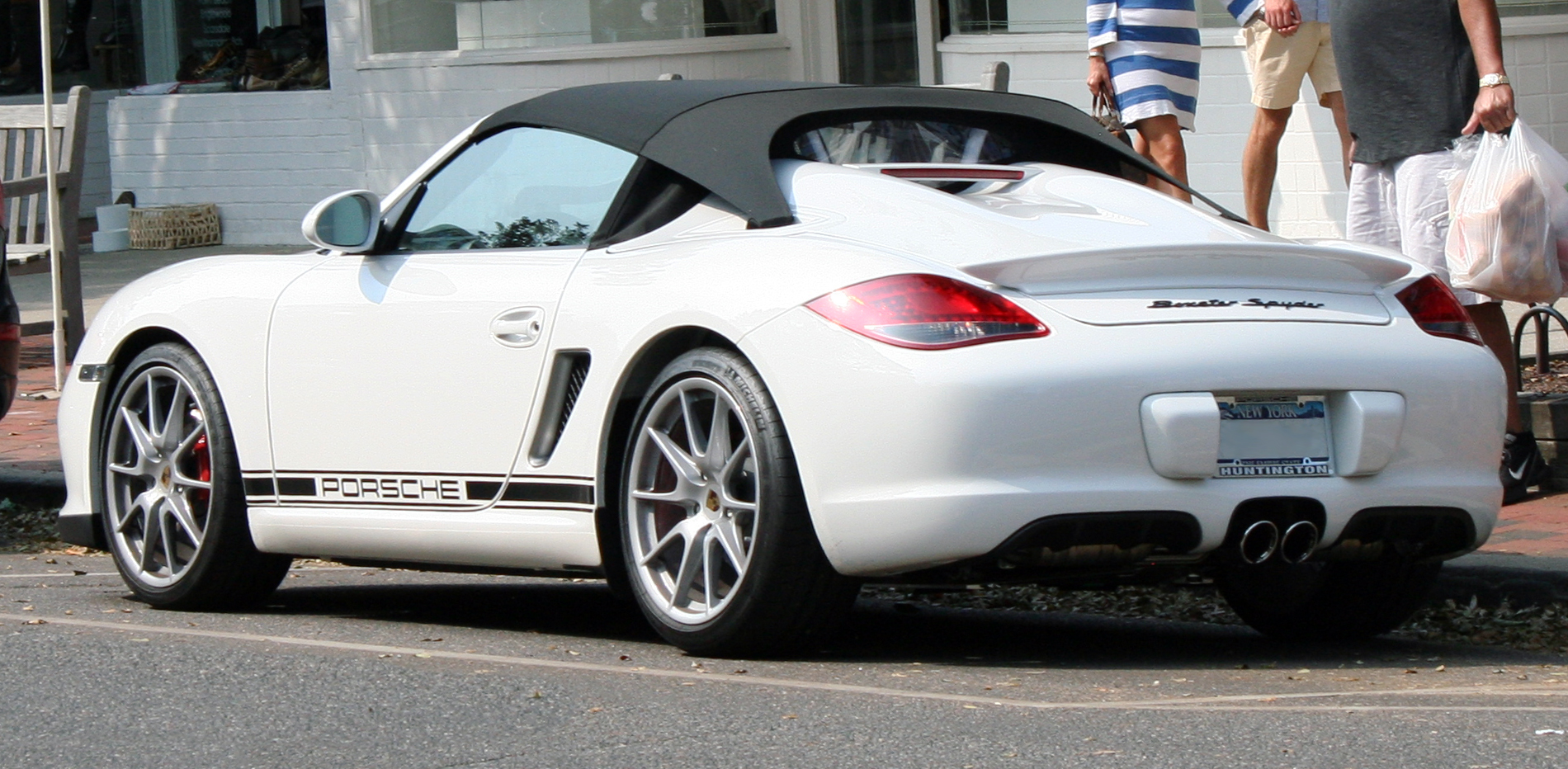
Porsche 987 Boxster Spyder
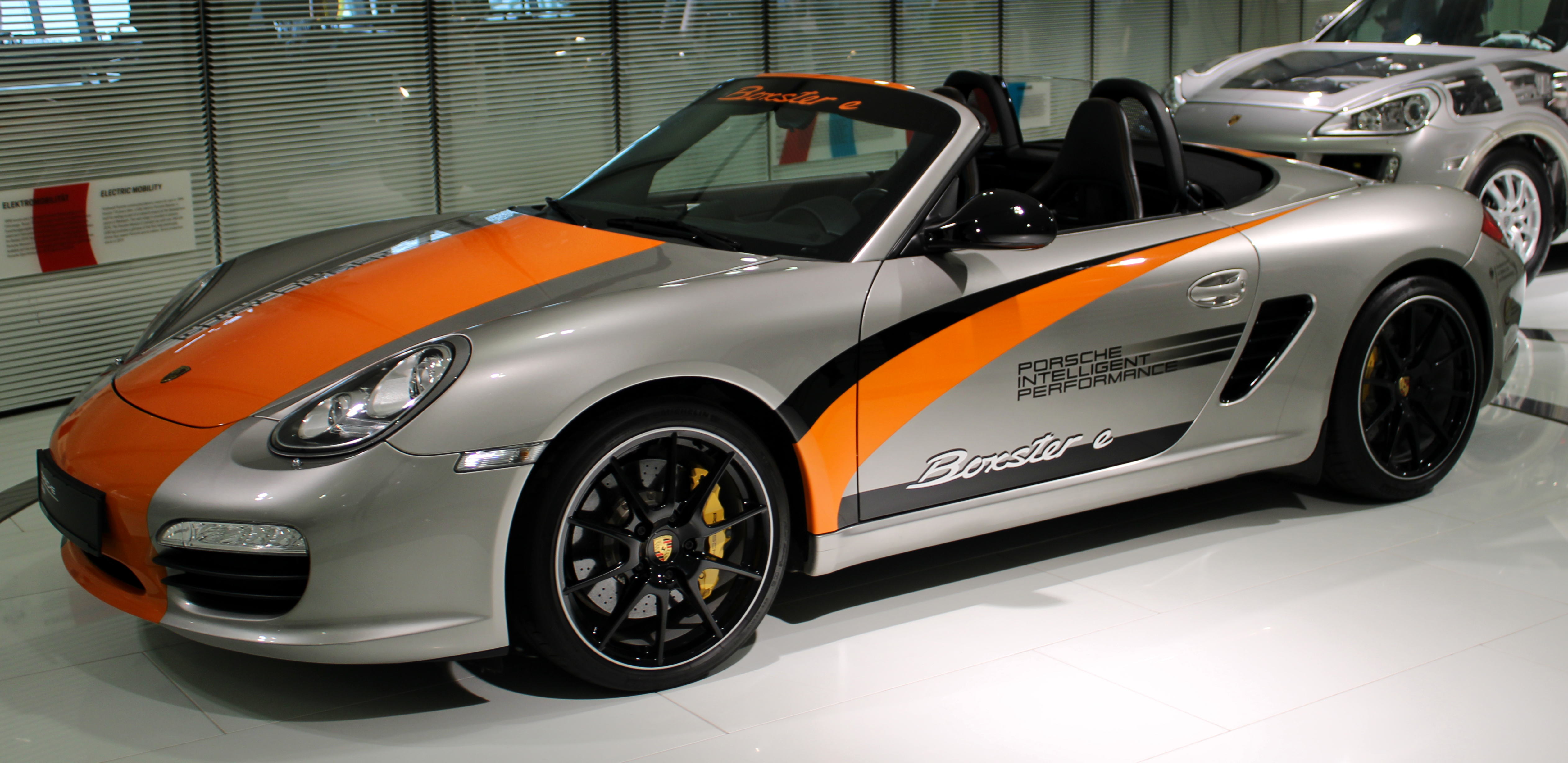
Porsche 987 Boxster E Concept
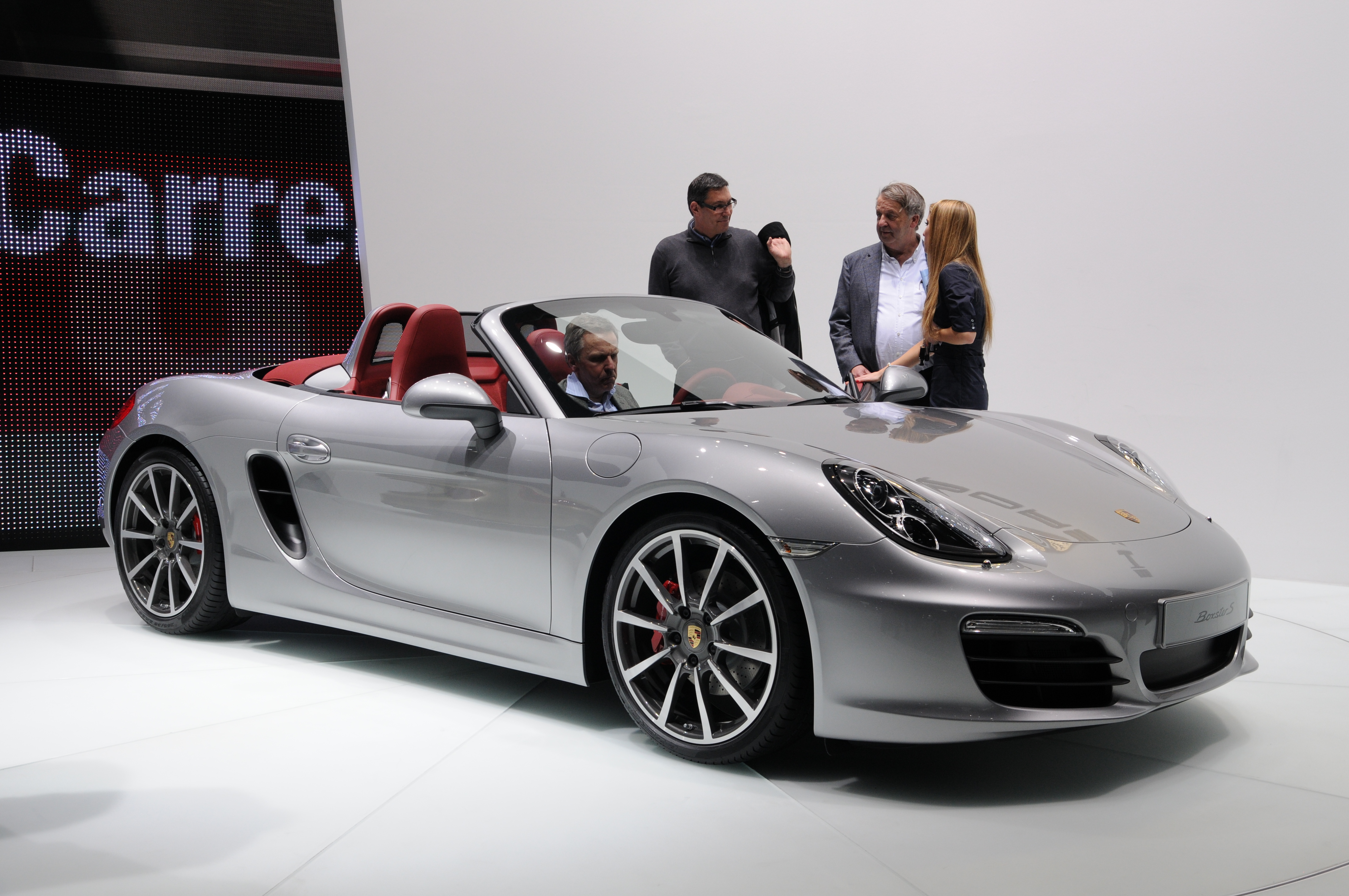
Porsche 981 Boxster S
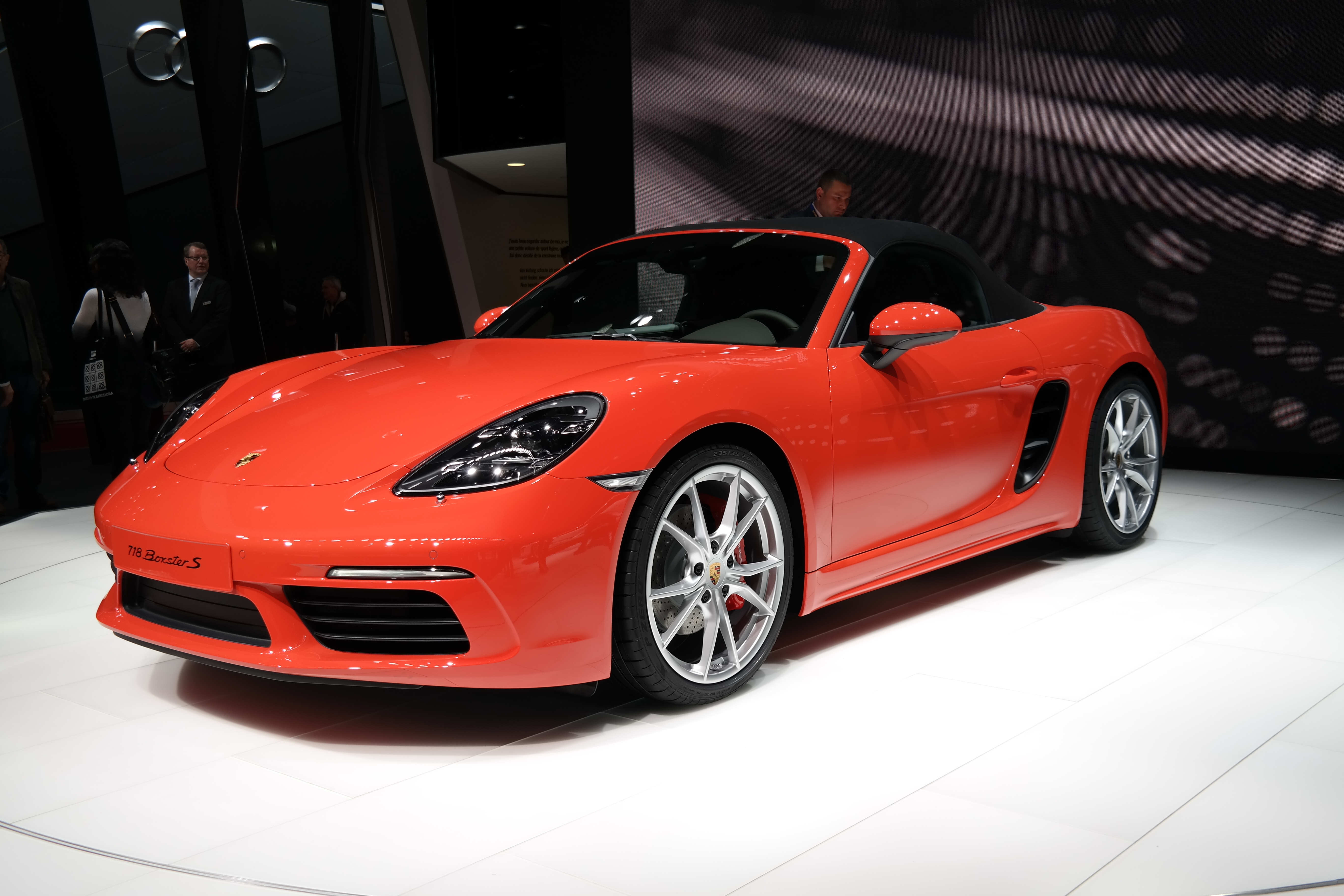
Porsche 982 Boxster S
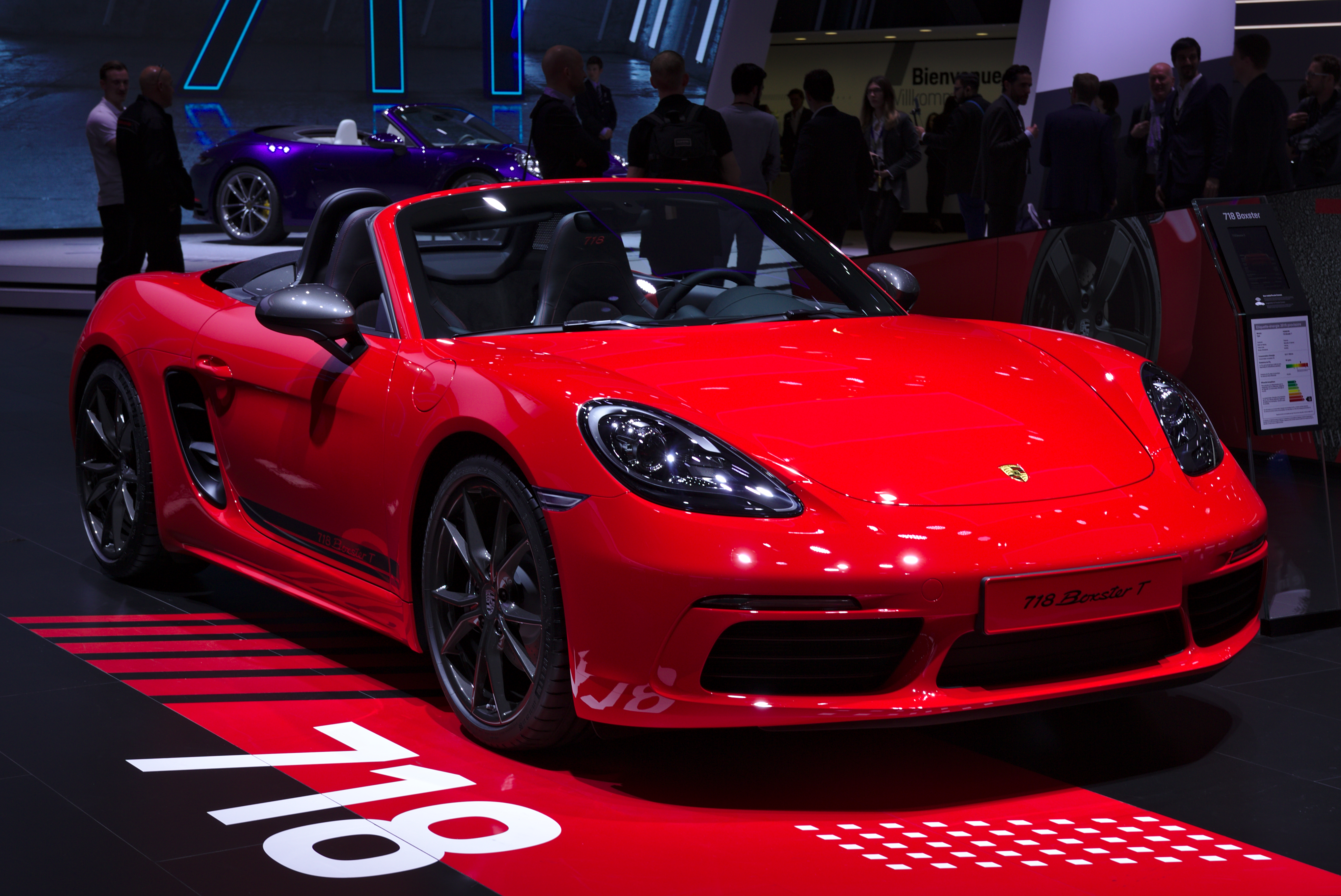
Porsche 982 Boxster T
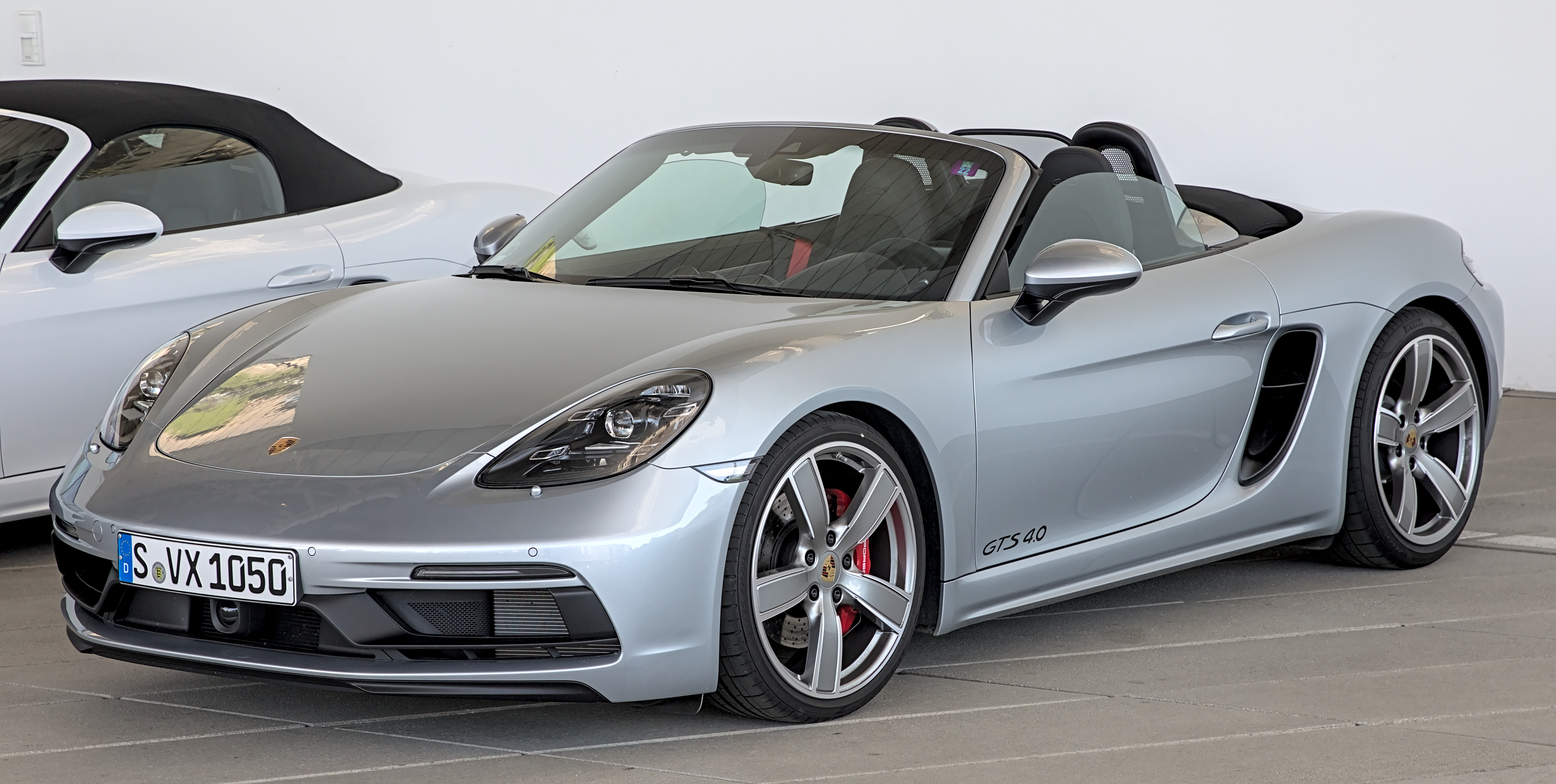
Porsche 982 Boxster GTS 4.0